# Fărcașele
Fărcașele es una comuna ubicada en el distrito de Olt, Rumania.

## Superficie
Posee una superficie de 48,39 kilómetros cuadrados.

## Demografía
Hasta 2021 la población era de 4215 habitantes, con una densidad de población de 87,10 habitantes por kilómetro cuadrado.